# لی سون هو
لی سون هو (کره‌ای: 이선호؛ زادهٔ ۱۴ دسامبر ۱۹۸۱) بازیگر اهل کره جنوبی است.

## فیلم‌شناسی

### فیلم
| سال  | عنوان                     | نقش            |
| ---- | ------------------------- | -------------- |
| ۲۰۰۹ | یوگا                      | (حضور افتخاری) |
| ۲۰۱۰ | رؤیاها به حقیقت می‌پیوندند | سرباز شمالی    |
| ۲۰۱۱ | گام بلند                  | پدر            |
| ۲۰۱۳ | پلی‌بوی بونگ               | دستیار مدیر    |
| ۲۰۱۴ | ملو                       | ته این         |
| ۲۰۱۶ | آهنگ شب                   | سونگ-وو        |
| ۲۰۱۷ | کافی میت                  | وون یونگ       |

### مجموعه‌های تلویزیونی
| سال  | عنوان                          | نقش                                    | شبکه       |
| ---- | ------------------------------ | -------------------------------------- | ---------- |
| ۲۰۰۲ | پوکمون                         | لی سون-هو                              | اس‌بی‌اس     |
| ۲۰۰۵ | بیا بریم ساحل                  |                                        | اس‌بی‌اس     |
| ۲۰۰۶ | ملکه برفی                      | کیم جونگ کیو                           | کی‌بی‌اس۲    |
| ۲۰۰۷ | دراما سیتی «Fine-tooth Comb»   |                                        | کی‌بی‌اس۲    |
| ۲۰۰۷ | ایر سیتی                       |                                        | ام‌بی‌سی     |
| ۲۰۰۷ | هشت روز                        | جانگ این‌هیونگ                          | چنل سی‌جی‌وی |
| ۲۰۰۹ | تامرا، جزیره                   | یان کاوامورا                           | ام‌بی‌سی     |
| ۲۰۱۰ | جذاب‌تر در روز                  | لی سون هو                              | ام‌بی‌سی     |
| ۲۰۱۰ | افسانه دونگ‌یی                  | یونگ جو (حضور ویژه)                    | ام‌بی‌سی     |
| ۲۰۱۰ | مری با من ازدواج کن            | لی آن                                  | کی‌بی‌اس۲    |
| ۲۰۱۱ | کیمیاگر                        | یون گی ووک                             | اس‌بی‌اس     |
| ۲۰۱۱ | خدمتکار، داستان ناگفتهٔ بونگ جا | بانگ جا                                | چنل سی‌جی‌وی |
| ۲۰۱۱ | نجات خانم گو بونگ شیل          |                                        | تی‌وی چوسان |
| ۲۰۱۳ | تو بهترینی                     | بازیگر همکار چوی یون آه (حضور افتخاری) | کی‌بی‌اس۲    |
| ۲۰۱۵ | مادر من یک عروس است            | جو کیونگ مین                           | اس‌بی‌اس     |
| ۲۰۱۶ | پزشکان                         | جونگ پا ران                            | اس‌بی‌اس     |
| ۲۰۱۶ | گلدن پانچ                      | یون جون سانگ                           | ام‌بی‌سی     |